# Minoru (Glücksspiel)

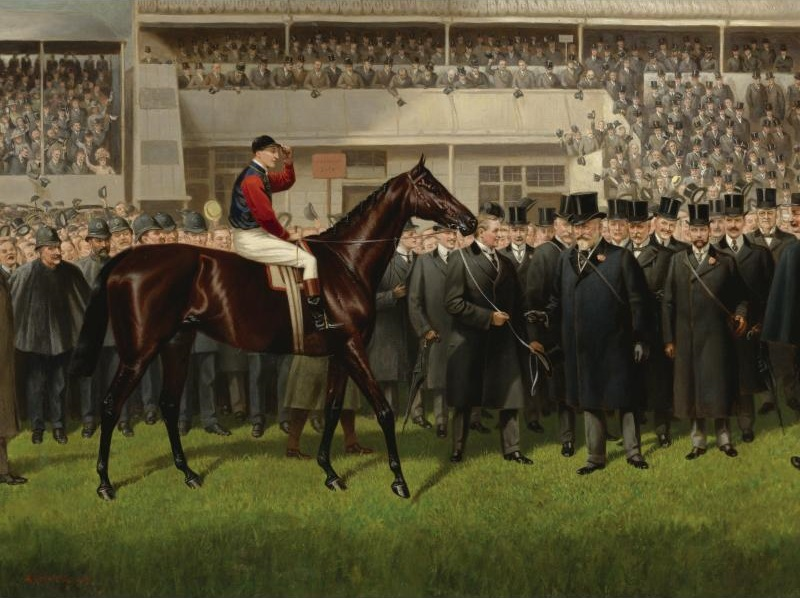
Minoru nach dem Sieg im Derby in Epsom 1909, Gemälde von Alfred Charles Havell

Minoru ist ein Anfang des 20. Jahrhunderts in Großbritannien entstandenes Karten-Glücksspiel. Der Name stammt vom gleichnamigen Rennpferd Edwards VII., das im Jahre 1909 die 2000 Guineen in Newmarket und das Derby in Epsom gewann. Das Spiel wurde von der Firma John Jaques & Son, Ltd. vertrieben, als Erfinder wird ein gewisser E. St. Clair genannt.

## Spielablauf

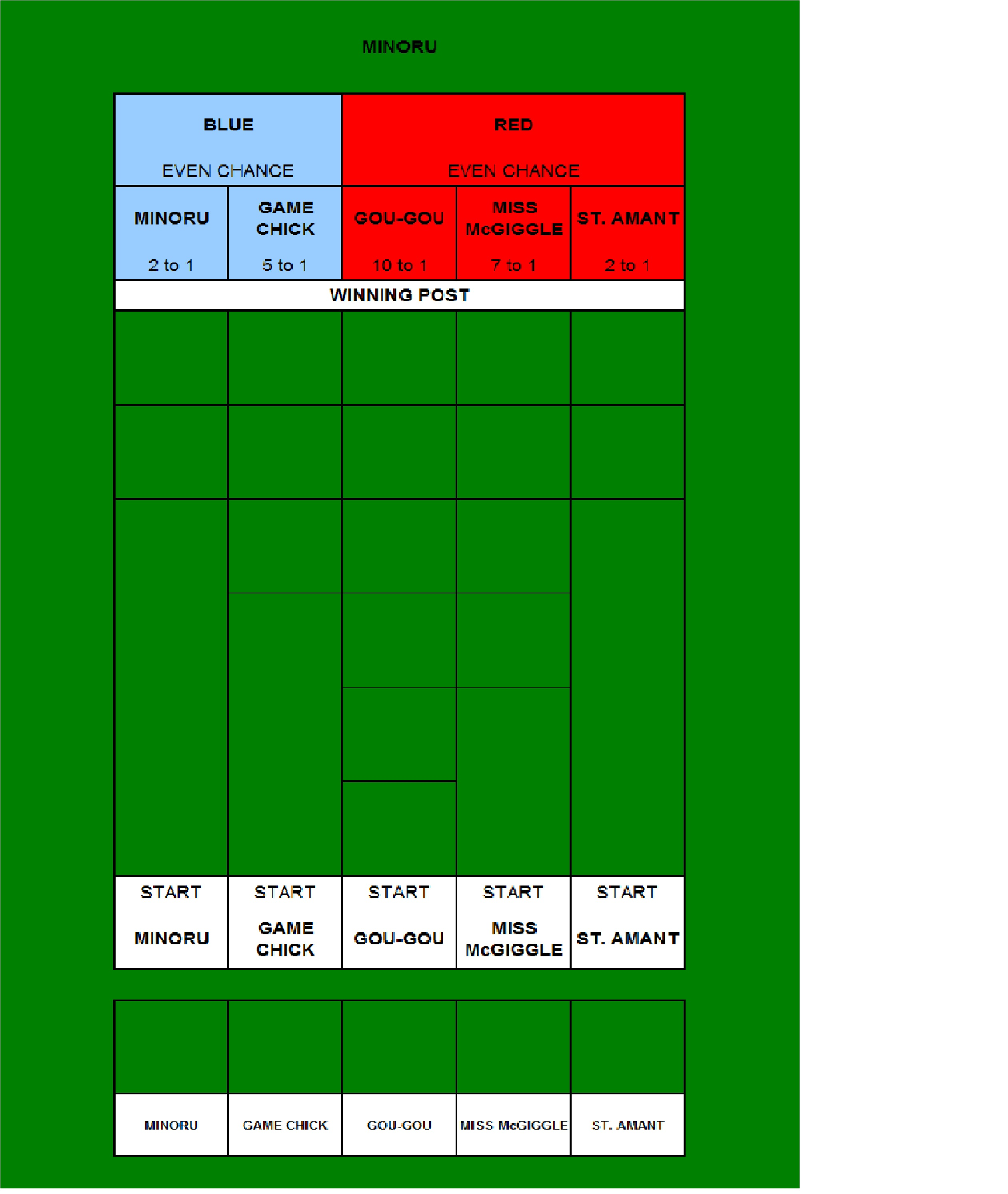
Spielplan für Minoru

Das Spiel Minoru stellt ein Pferderennen im Kleinen dar. Zu Beginn des Spiels tätigen die Spieler ihre Einsätze; der Mindesteinsatz beträgt eine Marke, der Höchsteinsatz sechs Marken.
Da die einzelnen Pferde – wie am Spielplan ersichtlich – eine unterschiedliche Anzahl von Feldern zurücklegen müssen, ergeben sich daraus unterschiedliche Gewinnwahrscheinlichkeiten und Quoten:
Minoru und St. Amant benötigen nur jeweils drei Felder bis zur Ziellinie und sind daher die Favoriten, die Quoten betragen daher nur 2 : 1. Im Gegensatz dazu ist Gou-Gou der Außenseiter mit einer Quote von 10 zu 1. Die auf dem Spielplan ausgewiesenen Gewinnquoten sind – wie in UK üblich – die sogenannten Nettoquoten (Odds): Setzt ein Spieler z. B. 5 Marken auf Minoru, so erhält er im glücklichen Fall zusätzlich zu seinem Einsatz von 5 Marken einen Gewinn im Verhältnis 2:1 ausbezahlt, also 10 Marken. Der gewinnende Einsatz wird zurückerstattet, d. h., er erhält insgesamt 15 Spielmarken retour.
| Pferd         | Anzahl der zurückzulegenden Felder | Gewinnquote | Gewinnwahrscheinlichkeit |
| ------------- | ---------------------------------- | ----------- | ------------------------ |
| Minoru        | 3                                  | 2 : 1       | 37 %                     |
| Game Chick    | 4                                  | 5 : 1       | 16 %                     |
| Gou-Gou       | 6                                  | 10 : 1      | 3 %                      |
| Miss McGiggle | 5                                  | 7 : 1       | 7 %                      |
| St. Amant     | 3                                  | 2 : 1       | 37 %                     |

Daneben gibt es noch zwei weitere einfache Chancen, d. h., die Gewinnquote beträgt 1 : 1.
- Blue: Man wettet, dass entweder Minoru oder Game Chick gewinnt.
- Red: Man wettet, dass entweder Gou-Gou oder Miss McGiggle oder St. Amant gewinnt.

Sind die Einsätze gemacht, so setzt der Spielleiter (Buchmacher, Bankhalter) die fünf Spielfiguren (Rennpferde mit Jockeys) auf die Startfelder, nimmt ein Paket Spielkarten zu 52 Blatt, mischt, lässt abheben und legt sodann unterhalb der Startlinie auf die entsprechenden Felder jeweils eine Karte offen ab. Das Pferd mit der höchsten Karte wird sodann um einen Schritt nach vorne bewegt; dabei gilt das Ass als die höchste Karte. Sollten für zwei Pferde zwei dem Range nach gleiche Karten als höchste aufgedeckt werden, so entscheidet die Farbe, dabei gilt Herz (♥) als höchste Farbe, gefolgt von Karo (♦), Treff (♣) und Pik (♠).
Das Spiel endet, sobald ein Pferd die Ziellinie erreicht. Die Gewinne werden entsprechend den angeführten Quoten ausbezahlt, nach jeweils vier Rennen wechselt die Rolle des Bankhalters: Der Spieler zur Linken des bisherigen Bankhalters übernimmt als Nächstes die Bank, man spielt solange, bis jeder Spieler einmal Bankhalter war.

## Erweiterungen
Nach dem Erfolg der ersten Ausgaben wurde das Spiel erweitert. Auf die Rückseite des Spielplans wurde daher in späteren Editionen ein weiteres Spielfeld für ein Rennen mit acht Pferden gedruckt. Bei dieser Variante, dem Double Event Game, konnte man nicht nur auf Sieg, sondern auch auf Platz wetten.